# Swetlana Wladimirowna Medwedewa

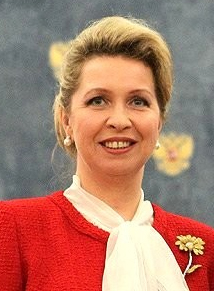
Swetlana Medwedewa (2012)

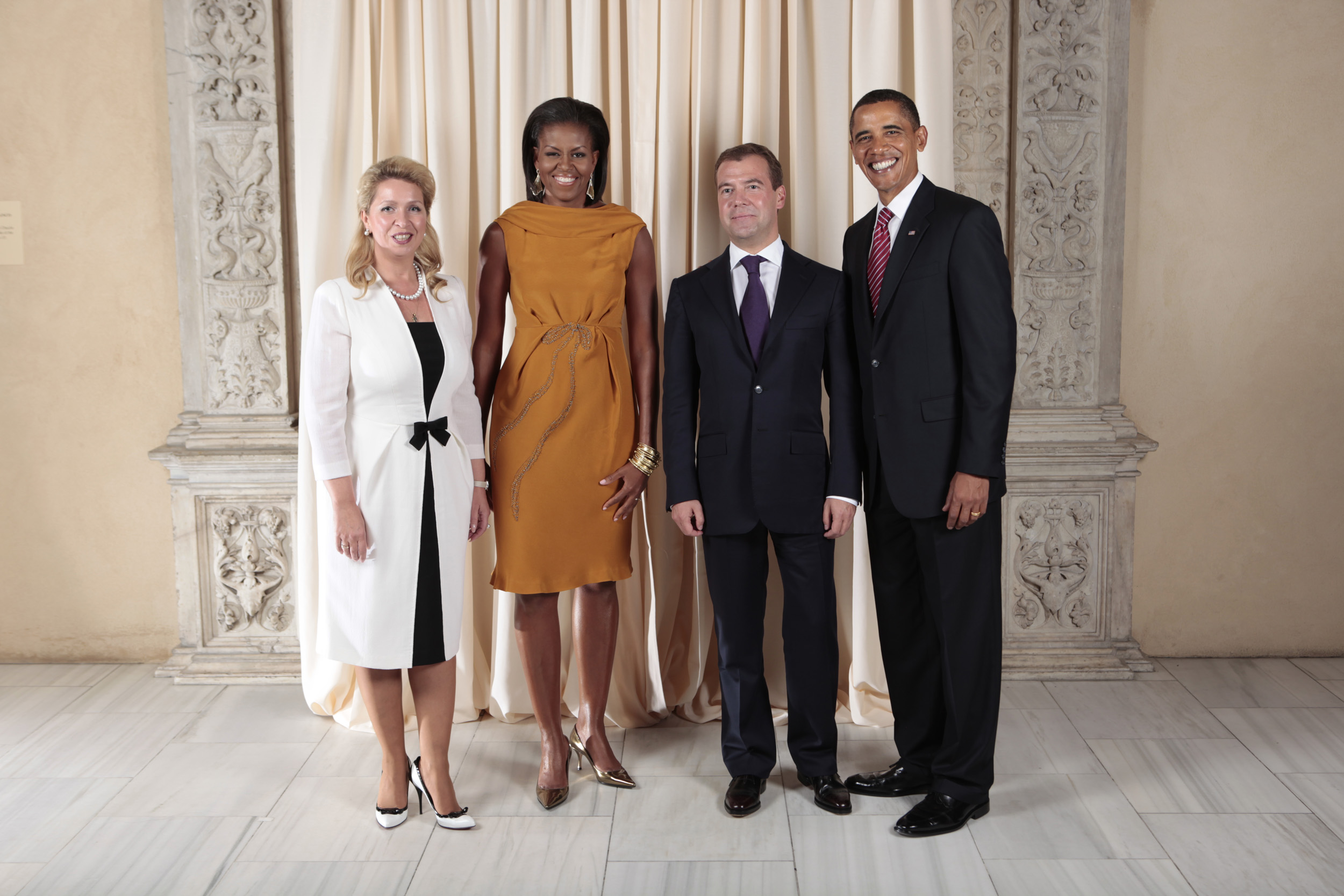
Russisches und amerikanisches Präsidentenpaar 2009

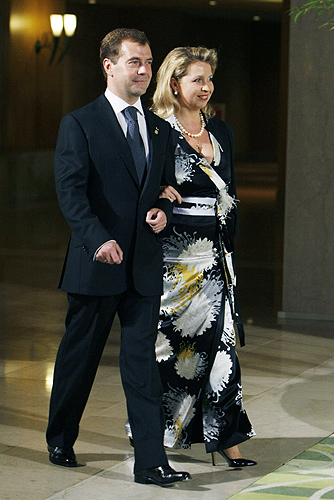
Medwedewa mit ihrem Mann beim G8-Gipfel in Tōyako 2008

Swetlana Wladimirowna Medwedewa, geb. Linnik (russisch Светлана Владимировна Медведева Svetlana Vladimirovna Medvedeva, * 15. März 1965 in Leningrad, Russische SFSR, Sowjetunion) ist die Frau des ehemaligen Präsidenten Russlands und Ministerpräsidenten Dmitri Anatoljewitsch Medwedew.

## Biografie
Swetlana Linnik wurde in eine Militärfamilie geboren. Ihr Vater war Soldat in der Sowjetarmee. Sie lernte ihren späteren Mann bereits in der 1. Klasse der Mittelschule Nr. 305 im Leningrader Vorort Kuptschino kennen. Beide gingen jahrelang auf dieselbe Schule in parallele Klassen.
Nach der Schule studierte sie an der Staatlichen Hochschule für Finanzwirtschaft Leningrad. Die Medwedews heirateten 1993, nachdem sie beide ihr Studium beendet hatten. In den folgenden Jahren reisten die beiden zusammen privat häufiger ins Ausland. Als 1995 der gemeinsame Sohn Ilja geboren wurde, unterbrach Medwedewa ihre Berufstätigkeit. Im gleichen Jahr ließ sie sich orthodox taufen. Anschließend engagierte sie sich karitativ und organisierte gesellschaftliche Veranstaltungen in Sankt Petersburg. 2006 initiierte sie das Russische Kunstfestival in Bari, Italien, das seitdem jährlich stattfindet.
Swetlana Medwedewa leitet eine vom orthodoxen Patriarchen Alexius II. gegründete Organisation, die sich um die „geistig-moralische Kultur der heranwachsenden Generation Russlands“ kümmert. Sie wurde mit mehreren staatlichen und kirchlichen Orden ausgezeichnet. Zudem ist sie Schirmherrin eines Internats in Sankt Petersburg, in dem 316 Pflegekinder im Alter von 4 bis 25 Jahren leben. Wie andere Gattinnen von Staatsoberhäuptern engagiert sie sich karitativ, so als Sammlerin von Spenden für Waisenhäuser. Daneben hat sie eine Initiative für einen Familienfeiertag in Russland gestartet.